# José Mangriñán Diago
José Mangriñán Diago va ser un futbolista espanyol de la dècada dels anys 1950 i principis dels 1960. Va néixer a la població castellonenca de la Vall d'Uxó. La seva posició al camp era de Volant per la dreta. Va jugar en nombrosos equips valencians i al Deportivo de la Corunya. Va morir a Vila-real, ciutat propera a la seva localitat, el 22 d'agost del 2006.

## Biografia
Jugador del València CF entre les temporades 1952/53 i la 56/57, fent el seu debut el 14 de setembre de 1952, primera jornada de lliga, en un Reial Societat - València, que va acabar en empat a zero. La temporada 53/54 seria cedit al Real Club Esportiu de La Corunya en la desena jornada de dit any, jugant un total de 12 partits entre lliga i copa.
El seu moment estel·lar arribaria la temporada 54/55 en marcar el jugador hispà argentí del Reial Madrid, Alfredo Di Stéfano al que va anul·lar completament ajudant de manera vital a la derrota del Reial Madrid contra el València pel resultat de 1-2 (fet que es repetiria en dues ocasions més però sense que el València aconseguís vèncer, el que li va restar importància). Com altres èxits aconseguits se li pot anotar l'ascens del Mestalla a Primera Divisió espanyola, el segon lloc obtingut en la lliga 52/53 i la Copa de la temporada 53/54 com a component de la plantilla valencianista. Jugaria també en els equips del CD Segarra, CD Castelló, Vila-real CF, Hèrcules CF i al C.D. Onda, a més del Deportivo de la Corunya, València CF i Mestalla.
Va participar en més de cinquanta partits oficials de primera divisió en una època en què no existien les substitucions, a més de vuit de Copa, un partit europeu de la Copa Llatina i un campionat del món oficiós Petita Copa del Món de Clubs, disputada a Caracas (Veneçuela).
El seu nom s'associa al món del futbol al d'un marcatge ferri però noble i d'aquest marcatge s'han fet frases com ara: "marques més que Mangriñán" o "me'n vaig amb Mangriñán" (en referència a l'esposa d'un), i verbs "mangriñanear", que significa assecar, anul·lar de manera neta.
El dia 2 de juny de 2007 es va publicar, a través del Centre d'Estudis Vallers de Vall d'Uxó, Castelló, una novel·la biogràfica, titulada "Com el Blanc Azahar". D'ell diria el que va ser el seu entrenador, Carlos Iturraspe, que era el prototip de jugador que qualsevol equip voldria tenir ja que no donava problemes al vestidor, company dels seus companys i en el camp donava tot el que tenia. L'estadi municipal de la Vall d'Uxó porta el seu nom.

## Clubs
- C.D. Segarra, Espanya, 1948-1950
- Valencia Mestalla CF (Mestalla CF), Espanya, 1950-1952
- Valencia Cf, Espanya, 1952-1956
- Deportivo de la Corunya, Espanya, 1953-1954
- Hércules d'Alacant, Espanya, 1956-1958
- C.D. Castelló, Espanya, 1958-1960
- Villareal, Espanya, 1960-1961
- C.D, onda. Espanya, 1961-1963